# Augustin-Marcelin Agliany
Augustin-Marcelin Agliany, francoski general, * 7. september 1881, † 18. avgust 1966.